# Gore Beyond Necropsy
Gore Beyond Necropsy é uma banda de noisecore/grindcore do Japão.